# Rose Tapley
Rose Tapley, nata Rose Elizabeth Tapley (Salem, 30 giugno 1881 – Woodland Hills, 23 febbraio 1956), è stata un'attrice statunitense.

## Filmografia parziale
- The Way of the Cross, regia di James Stuart Blackton (1908)
- A Home Melody (1910)
- Foraging (1911)
- Heroes of the Mutiny, regia di William V. Ranous - cortometraggio (1911)
- The Black Sheep, regia di Edwin R. Phillips (1912)
- Tommy's Sister, regia di William V. Ranous (1912)
- Her Choice, regia di Ralph Ince (1912)
- I finti richiamati (A Regiment of Two), regia di George D. Baker e Ralph Ince (1913)
- The Delayed Letter, regia di Ralph Ince (1913)
- Three Black Bags, regia di Frederick A. Thomson (1913)
- When Bobby Forgot, regia di Larry Trimble (1913)
- Under the Make-Up, regia di Laurence Trimble (1913)
- A Heart of the Forest, regia di Ralph Ince (1913)
- The Spirit of Christmas, regia di William Humphrey e Tefft Johnson (1913)
- The Idler, regia di Tefft Johnson (1914)
- Hearts and the Highway, regia di Wilfrid North (1915)
- The Flower of the Hills, regia di William Humphrey (1915)
- Hesper of the Mountains, regia di Wilfrid North (1916)
- The Beautiful Mrs. Reynolds, regia di Arthur Ashley (1918)
- Sex Madness
- Java Head, regia di George Melford (1923)
- The Redeeming Sin, regia di J. Stuart Blackton (1925)
- Il giustiziere (The Charlatan), regia di George Melford (1929)
- Resurrection, regia di Edwin Carewe (1931)